# Торговый путь

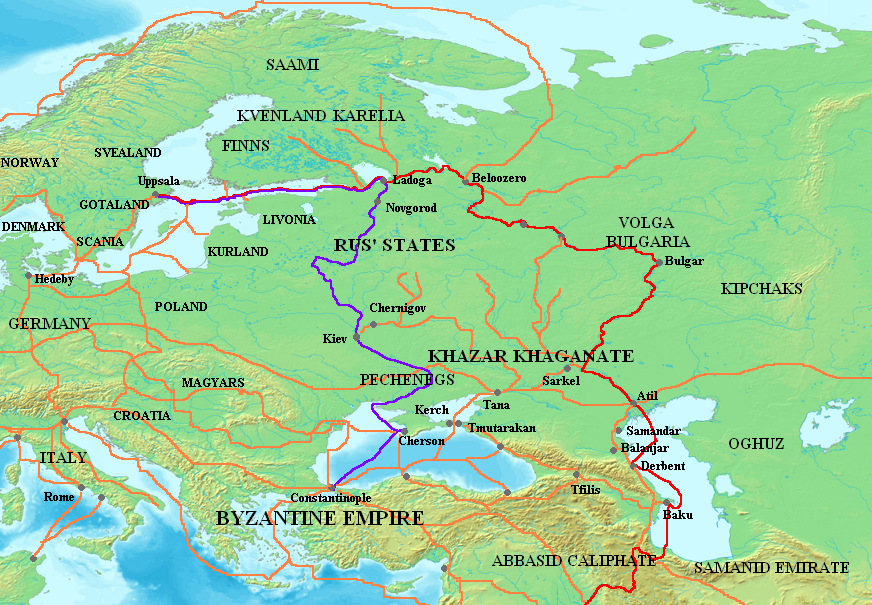
Речные пути Древней Руси: волжский путь отмечен красным цветом, днепровский — фиолетовым, зарубежная схема

Торговый путь (караванный путь) — это оптимально сложившийся в данных политико-географических условиях маршрут (путь), служащий для торгово-экономических связей между разными государствами, регионами (странами).
Примеры исторических торговых путей:
- Волжский торговый путь[1] (Скандинавия — Ближний Восток);
- Торговый путь через Сахару (Северная Африка — Африка южнее Сахары);
- Янтарный путь (Прибалтика — Средиземноморье);
- Путь из варяг в греки (северное побережье Балтийского моря — Юго-Восточная Европа и Малая Азия);
- Путь из немец в хазары (южное побережье Балтийского моря — Юго-Восточная Европа и Малая Азия);
- Великий шёлковый путь (Китай — Восточная, Центральная и Западная Европа);
- Путь благовоний (Индия — Аравийский полуостров).

Особое значение в древности и в Средние века имели торговые пути между Западом и Востоком (между Европой и Азией). В частности, государство Селевкидов в III веке до н. э. пыталось наладить связи с Востоком через Каспийское море, а в последующие века, когда путь через Иран был небезопасен либо вовсе закрыт, этому примеру последовали Древний Рим и Византия. Торговля по этому пути (из Анатолии на Восток через Каспийское море и далее в Китай) продолжалась до III века н. э. В VII веке арабские завоевания привели к тому, что арабы взяли под свой контроль Волжско-Каспийский торговый путь, который до этого находился в руках Византии. Торговые пути византийцев через Чёрное море были подорваны, арабы повернули торговые пути к востоку, на Каспий. Затем начавшееся в XV веке развитие морских торговых путей в Индию и Китай, находившихся в руках западных европейцев, привело к упадку вековых караванных путей через страны Ближнего и Среднего Востока, что стало одной из основных причин экономического и связанного с ним политического и культурного упадка всей мусульманской Азии на рубеже XVII—XVIII веков. 